# Канкунский
Канкунский — упразднённый в 2001 году посёлок городского типа в Алданском районе (улусе) Якутии России.

## История
Возник как центр добычи слюды. В 1950 году Канкунский получил статус посёлка городского типа. В 1962—1963 гг. входил в Алданский промышленный район. В 2001 году вышло Постановлением Правительства Республики Саха (Якутия) от 15 октября 2001 года № 523, согласно которому был исключён из учётных данных пгт Канкунский.

## Население
| 1959 | 1970  | 1979  | 1989  |
| ---- | ----- | ----- | ----- |
| 2575 | ↘2353 | ↘2066 | ↘1010 |

## Инфраструктура
Добыча слюды-флогопита (рудник Тимптон).

## Транспорт
Просёлочные дороги. В 572 км к югу находится ж.-д. станция Большой Невер.